# Triplectides parvus
Triplectides parvus är en nattsländeart som först beskrevs av Banks 1939.  Triplectides parvus ingår i släktet Triplectides och familjen långhornssländor. Inga underarter finns listade i Catalogue of Life.